# Aramburu
Aramburu je priimek več oseb:    
- Juan Carlos Aramburu, argentinski rimskokatoliški nadškof
- Zenón Arámburu Urquiola, rimskokatoliški škof in jezuit
- Marcellino Aramburu y Arandía, indijski rimskokatoliški škof